# Oblężenie Viljandi (1211)
Oblężenie Viljandi miało miejsce podczas krucjaty liwońskiej w 1211,  pozostało nierozstrzygnięte. Po pięciu dniach oblężenia kawalerowie mieczowi odeszli z estońskimi zakładnikami.
Wiosną 1211 zakon kawalerów mieczowych postanowił zająć fortecę w Viljandi. Atak na zamek poprzedziły grabieże przyległych terenów, morderstwa i branie w niewolę złapanych wieśniaków. Cześć jeńców dla zastraszenia załogi została zabita pod murami grodu obrońców. Ciała wrzucono do fosy.
Pierwsza potyczka rozegrała się przed bramą, gdzie obrońcy odepchnęli dobrze uzbrojonych Niemców i przejęli ich ekwipunek. Oblegający po zawaleniu drewnem fosy przetoczyli na nią uprzednio zbudowaną wieżyczkę. Stamtąd włócznicy i kusznicy atakowali obrońców starających się zniszczyć budowlę. Niemcy niszczyli też zamek za pomocą małego trebusza miotającego bryłami estońskiej soli, przez dzień i noc, powodując poważne zniszczenia. Wkrótce agresorom udało się przełamać mury, jednak za nimi była ich druga linia. Estończycy podłożyli ogień pod utracone tereny fortecy i odepchnęli atakujących. W zyskanym w ten sposób czasie, udało im się naprawić zniszczone fragmenty murów.
O brzasku szóstego dnia oblężenia, krzyżowcy rozpoczęli negocjację z obrońcami. Z powodu niedostatku wody, wielu rannych i zabitych, starszyzna zamku postanowiła zawrzeć pokój z atakującymi. Pozwolili wejść do środka tylko księdzu, który pokropił wodą święconą umocnienia, domy, mężczyzn i kobiety. Jednak do masowego chrztu nie doszło z powodu niechęci do religii kojarzącej się z agresorami - sprawcami śmierci wielu członków załogi twierdzy. Mając synów starszyzny i szlachciców za zakładników kawalerowie mieczowi porzucili oblężenie.